# جاك هارفي (سياسي)
جاك هارفي (بالإنجليزية: Jack Harvey)‏ هو سياسي أمريكي، ولد في 9 سبتمبر 1907، وتوفي في 13 مارس 1986. حزبياً، نشط في الحزب الديمقراطي. وقد انتخب عضو جمعية ولاية ويسكونسن.